# 拉罗克 (卡尔瓦多斯省)
拉罗克（法語：La Rocque，法語發音：[la ʁɔk] ⓘ）是法国卡尔瓦多斯省的一个旧市镇，属于维尔区。2016年，拉罗克与临近的13个市镇合并为新市镇瓦尔达利耶尔。

## 地理
拉罗克（48°53'21"N, 0°40'32"W）面积4.93 平方千米，位于法国诺曼底大区卡爾瓦多斯省，该省份为法国西北部沿海省份，北濒大西洋英吉利海峡，东北与滨海塞纳省以海上边界相接，东临厄尔省，南至奧恩省，西与芒什省接壤。
与拉罗克接壤的市镇（或旧市镇、城区）包括：拉西、圣维戈尔德梅兹雷、勒泰伊博卡日、瓦西、瓦尔达利耶尔。

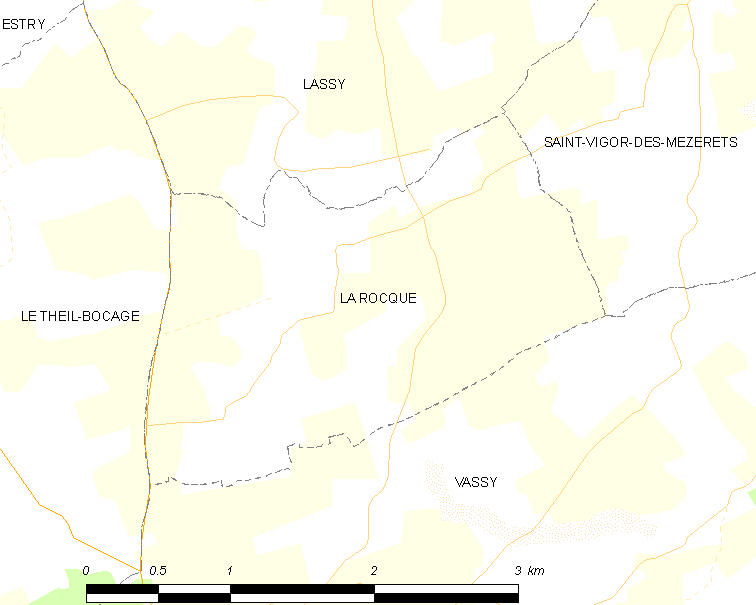
的OSM定位图

拉罗克的时区为UTC+01:00、UTC+02:00（夏令时）。

## 行政
拉罗克的邮政编码为14410，INSEE市镇编码为14539。

## 政治
拉罗克所属的省级选区为诺曼底地区孔代县。

## 人口

1962-2008年间人口变化图示

拉罗克于2018年1月1日时的人口数量为85人。